# Camposipterus
Camposipterus es un género extinto de pterosaurio pterodactiloideo que vivió durante el Cretácico Inferior en Inglaterra.

## Descubrimiento y denominación

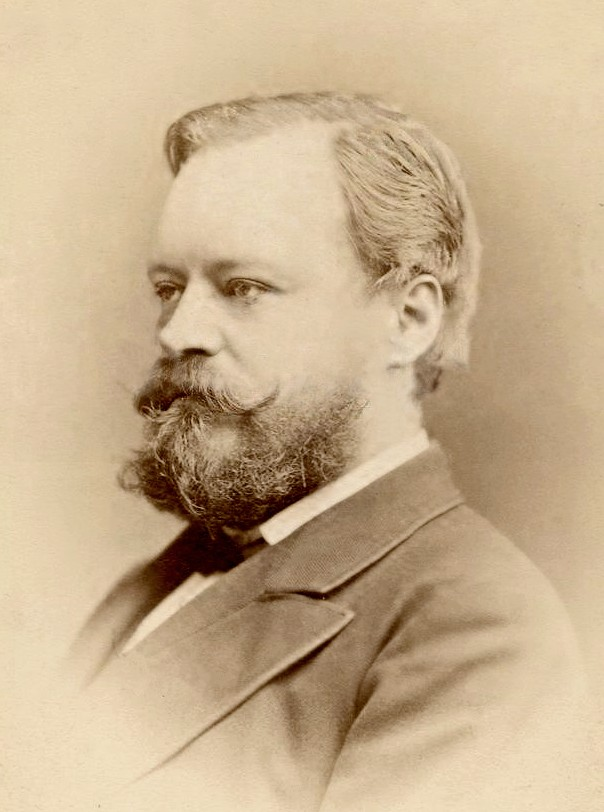
Harry Govier Seeley

En 1869, Harry Govier Seeley, basándose en un fósil hallado en Haslingfield, Cambridgeshire, nombró a Ptenodactylus nasutus, al mismo tiempo que renegaba del nombre lo cual lo hace inválido según los estándares modernos. En 1870, Seeley se había dado cuenta de que el nombre Ptenodactylus ya había sido usado y renombró a la especie como Ornithocheirus nasutus. El nombre de la especie significa "con una nariz larga" en latín. En 2001 David Unwin consideró a esta especie un sinónimo más moderno subjetivo de Anhanguera fittoni. Sin embargo, en 2013 Taissa Rodrigues y Alexander Wilhelm Armin Kellner concluyeron en primer lugar que Pterodactylus fittoni Owen 1859 no era parte del género Anhanguera y luego que Ornithocheirus nasutus no era idéntico a este en cualquier caso. Decidieronpor tanto darle un nombre de género separado para esta especie: Camposipterus. El nombre del género combina el paellido del paleontólogo brasileño Diogenes de Almeida Campos con el griego latinizadok πτερόν, pteron, que significa "ala". La nueva combinación resultante o combinatio nova, es Camposipterus nasutus, y la especie tipo sigue siendo Ornithocheirus nasutus.
El holotipo CAMSM B 54556 fue encontrado en una capa de la Cambridge Greensand que data del Cenomaniense pero es probable que contenga fósiles reelaborados del más antiguo Albiense. Consiste en la parte frontal del hocico.
Rodrigues & Kellner en 2013 trasladaron dos especies más a este género. Ellos renombraron a Pterodactylus sedgwickii Owen 1859 como Camposipterus(?) sedgwickii y a Ornithocheirus colorhinus Seeley 1870 en Camposipterus(?) colorhinus. El signo de interrogación indica que los autores aún no están seguros de lo correcto de este traslado.
Pterodactylus sedgwickii fue nombrado en 1859 por Richard Owen basándose en el espécimen CAMSM B54422, la parte frontal de un hocico del Cambridge Greensand. Su nombre de especie honra a Adam Sedgwick. It was in 1869 renamed by Seeley into a Ptenodactylus sedgwickii y en 1870 fue renombrado como Ornithocheirus sedgwickii. En 1874, Owen de nuevo lo renombró como Coloborhynchus sedgwickii. Owen en 1859 también refirió una parte frontal de unas mandíbulas inferiores, el espécimen CAMSM B54421. Sin embargo, esta pieza no es del mismo individuo que el holotipo y no hay pruebas de que este efectivamente vinculado con Pterodactylus sedgwickii.
En 1869, Seeley también nombró a Ptenodactylus colorhinus, denominándolo en 1870 Ornithocheirus colorhinus basado en los sintipos CAMSM B54431 y CAMSM B54432, ambos partes frontales del hocico de Cambridge Greensand. Su nombre de la especie significa "nariz acoplada" from the Greek κόλος, kolos, "acoplado", y ῥίς, rhis, "nariz". En 2001, Unwin consideró a esta especie como un sinónimo más moderno de Anhanguera cuvieri. Sin embargo, esto no fue aceptado por Rodrigues & Kellner, quienes, rechazando la identificación de géneros entre los pterosaurios de Inglaterra y Brasil, le dieron su propio nombre de género, Cimoliopterus cuvieri.

## Descripción

### Camposipteruscomo un clado
Rodrigues & Kellner trataron a Camposipterus como un grupo o clado. No se pudieron establecer sinapomorfias, siendo en cambio establecida una combinación única de rasgos, sin estar presente ningún rasgo singular. En vista lateral el hocico es redondeado. E hocico carece de cresta. La parte frontal del hocico está expandida. El paladar se curva hacia arriba. TEl primer par de dientes se localiza en la punta del hocico.
Cada una de las especies de Camposipterus tiene sus propios rasgos derivados, o autapomorfias, y una combinación única de características.

### Camposipterus nasutus
Rodrigues y Kellner establecieron dos autapomorfias de Camposipterus nasutus. En la parte frontal del bode de la mandíbula hay una densidad de tres dientes por tres centímetros, en la parte posterior esta densidad es de 2.5 dientes. La punta del hocico es plana, en vista frontal es más ancha que alta. La combinación única de rasgos es: el perfil superior del hocico es derecho o levemente curvado; la línea media del paladar se extiende hacia adelante hasta el nivel del margen posterior del segundo par de dientes; hacia la región posterior la distancia entre los dientes se incrementa gradualmente; el segundo y tercer pares de dientes apuntan hacia los lados en forma oblicua; el frente del hocico se expande levemente.

### Camposipterus(?)colorhinus

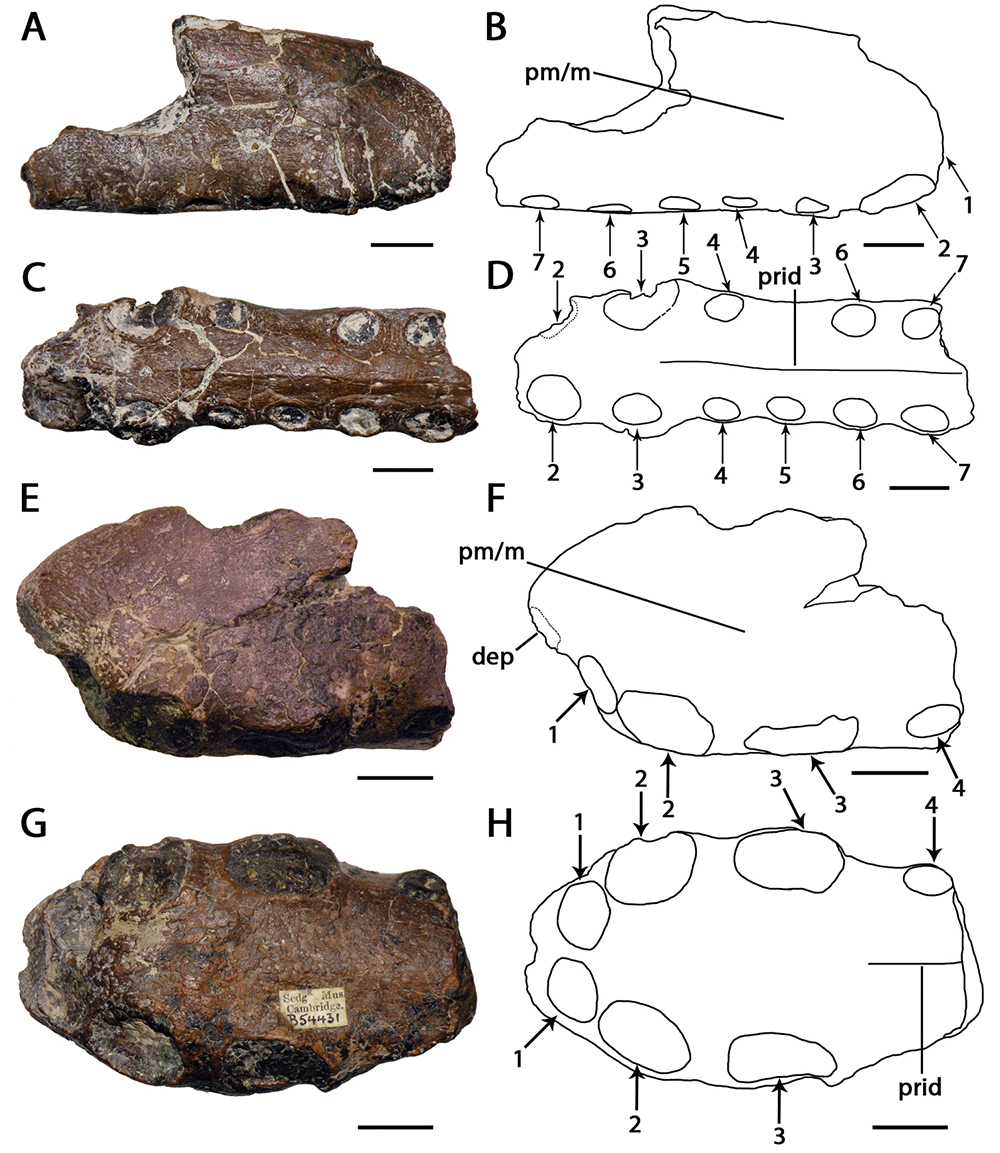
Holotipo de C. sedgwickii y el sintipo de C. colorhinus.

Para Camposipterus(?) colorhinus los autores establecieron una única autopomorfia: la depresión sobre el primer par de dientes se dirige en forma oblicua hacia abajo. La combinación única de rasgos es: la expansión frontal del hocico está bien desarrollada, sin constreñirse en el extremo; hay una depresión sobre el primer par de dientes; los alvéolos del segundo y tercer par de dientes tienen un diámetro mayor; el cuarto alvéolo es mucho más pequeño que el segundo y tercero.
Camposipterus(?) colorhinus tenía una punta del hocico robusta formando una gran roseta de dientes para atrapar presas resbaladizas como peces, indicando un animal de tamaño considerable. Esta depresión sobre el primer par de dientes es compartido con Uktenadactylus wadleighi, pero en este último la depresión se orienta horizontalmente. Seeley especuló que esta área podría servir de sujeción a un labio, pero los pterosaurios tenían en cambio cubiertas córneas.

## Filogenia
Rodrigues y Kellner asignaron a Camposipterus a un nuevo clado denominado Anhangueria, pero como un incertae sedis, es decir, en una posición incierta. Algunos análisis cladísticos publicadps en el artículo de descripción sugirieron una posición en el árbol evolutivo más derivada que la de Cimoliopterus pero por debajo de la de Cearadactylus atrox.